# Индийско-мальдивские отношения
Индийско-мальдивские отношения — двусторонние дипломатические отношения между Индией и Мальдивами. Отношения между странами доброжелательные, они близки в стратегическом, экономическом и военном плане. Индия способствует поддержанию мира на этом островном государстве с учётом своих стратегических интересов в Индийском океане. Дипломатические отношения между странами были установлены в 1966 году.

## История
Мальдивы находится к югу от индийских Лакшадвипских островов и на расстоянии около 700 километров от Шри-Ланки. С 1966 года Индия и Мальдивы наладили тесные стратегические, военные, экономические и культурные отношения. Индия оказывает поддержку соседнему государству, а для Мальдив Индия является противовесом влиянию Шри-Ланки, которая находится в непосредственной близости от островного государства и является их крупнейшим торговым партнёром.

## Развитие двусторонних отношений
В 1976 году Индия и Мальдивы произвели демаркацию границы. Однако в 1982 году, когда президент Мальдив Момун Абдул Гаюм заявил, что соседний остров Миникой должен быть частью Мальдив, между странами возник дипломатический скандал. Затем Мальдивы сделали официальное заявление, что они не претендуют на этот остров. В 1981 году Индия и Мальдивы подписали всеобъемлющее торговое соглашение. Обе страны являются одними из основателей Ассоциации регионального сотрудничества Южной Азии и участниками Южноазиатской зоны свободной торговли.

## Операция «Кактус»
Попытки свержения власти президента Гаюма на Мальдивах были предприняты ещё в 1980 и 1983 годах, однако они не рассматривались серьёзно. Тем не менее, третья попытка в ноябре 1988 года приковала к себе внимание всего международного сообщества. Около 80 вооруженных наемников ТОТИ высадились на остров Мале. Под видом туристов, некоторые из них с целью проведения разведки были на острове ранее. Операция индийских войск была развернута ночью 3 ноября 1988 года, когда самолёт Ил-76 индийских ВВС, вылетевший из Агры, десантировал батальон парашютного полка в районе Международного аэропорта Мале. Индийские войска прибыли на остров менее, чем через 12 часов после обращения президента Гайюма. Индийские десантники немедленно взяли аэропорт и в течение нескольких часов восстановили контроль над правительственными учреждениями. Часть наемников ТОТИ отступила в сторону Шри Ланки на захваченном грузовом корабле. Фрегаты индийских ВМФ остановили корабль и взяли в плен всех наемников. Те, кому не удалось осуществить попытку скрыться на корабле, были окружены, после чего сдались правительству Мальдив. В перестрелках погибло 19 человек, в основном, это наемники. В числе убитых было несколько заложников. Попытка военного переворота на острове была успешно предотвращена.

## Торговые отношения
После успешного проведения операции «Кактус», торговые отношения между Индией и Мальдивы значительно расширились. Индия предоставила обширную экономическую помощь и участвовала в двусторонней программе развития инфраструктуры, здравоохранения, гражданской авиации и телекоммуникаций Мальдив. Индийская сторона построила госпиталь имени Индиры Ганди в Мале. Государственный банк Индии выделил более 500 миллионов долларов США для содействия экономическому росту Мальдив. Индия и Мальдивы объявили о планах по совместной работе в сфере рыболовства и обработки тунца.